# Association fiscale internationale
L'Association fiscale internationale (ou International Fiscal Association) a été fondée en 1938. Son siège est situé aux Pays-Bas. 
Il s'agit d'une organisation non gouvernementale (ONG) dont l'objectif poursuivi est la promotion et l'étude du droit international et du droit comparé en rapport avec les finances publiques et plus spécifiquement avec le droit fiscal international et le droit fiscal comparé. Les aspects financiers et économiques de la fiscalité en général sont aussi étudiés.
Cette association est à l'origine de la publication de la revue Cahiers de droit fiscal international.